# Zmarli w grudniu 2016

## Grudzień 2016
- 31 grudnia
  - William Christopher – amerykański aktor[1]
  - Henning Christophersen – duński ekonomista, polityk, minister spraw zagranicznych oraz zdrowia[2]
  - Peter Fernando – indyjski duchowny katolicki, arcybiskup[3]
  - Henryk Kostyra – polski biolog, technolog żywności i żywienia[4]
  - Stefan Maciejewski – polski żużlowiec[5]
  - Maciej Naglicki – polski poeta, literat, pedagog[6][7]
  - Dymitr Romanow – rosyjski arystokrata, bankier, filantrop, autor książek[8]
  - Eva Šuranová – słowacka lekkoatletka, medalistka olimpijska[9]
  - Ryszard Turski – polski socjolog[10]
- 30 grudnia
  - Matt Carragher – angielski piłkarz[11]
  - Thomas Dupré – amerykański duchowny katolicki, biskup[12]
  - Jerzy Gaj – polski historyk kultury fizycznej, prof. dr hab.[13]
  - Krystyna Jaguczańska-Śliwińska – polska specjalistka wzornictwa, profesor zwyczajny Akademii Sztuk Pięknych im. Władysława Strzemińskiego w Łodzi[14][15]
  - Longin Komołowski – polski polityk, działacz związkowy i społeczny, wicepremier w latach 1999–2001[16]
  - Wanda Laskowska – polska reżyserka teatralna i telewizyjna[17]
  - Jan Lutomski – polski pływak, olimpijczyk[18]
  - Justo Mullor García – hiszpański duchowny katolicki, arcybiskup, nuncjusz apostolski[19]
  - Shirley Neil Pettis – amerykańska polityczka, członkini Izby Reprezentantów (1975–1979)[20]
  - Stefan Radzikowski – polski cytolog, prof. dr hab.[21][22]
  - Rudolf Siegert – polski piłkarz[23]
  - Huston Smith – amerykański autor i religioznawca[24]
  - Bogumiła Styczyńska – polska specjalistka toksykologii, prof. dr hab.[25][26]
  - Allan Williams – angielski biznesmen, pierwszy menedżer The Beatles[27][28]
  - Tyrus Wong – amerykańsko-chiński malarz i ilustrator[29]
- 29 grudnia
  - Laurie Carlos – amerykańska aktorka[30]
  - Janusz Ginalski – polski specjalista energetyki, profesor Instytutu Energetyki, uczestnik powstania warszawskiego[31][32]
  - Néstor Gonçalves – urugwajski piłkarz[33]
  - Aleksander Koj – polski lekarz, rektor Uniwersytetu Jagiellońskiego[34]
  - Bronisława Kopczyńska-Jaworska – polska etnograf i etnolog, prof. zw. dr hab.[35]
  - Józef Kwiatkowski – polski duchowny rzymskokatolicki, Honorowy Obywatel Miasta Sochaczewa[36]
  - Ferdi Kübler – szwajcarski kolarz szosowy[37]
  - Jerzy Pomianowski – polski pisarz, tłumacz, krytyk teatralny, scenarzysta filmowy[38]
  - William Salice – włoski biznesmen, pomysłodawca Kinder niespodzianki[39]
  - Stefan Symotiuk – polski filozof, profesor UMCS[40][41]
  - Peter Tamm – niemiecki dziennikarz, menedżer i wydawca[42][43]
  - Wacław Zalewski – polski inżynier budowlany i konstruktor[44]
- 28 grudnia
  - Gregorio Álvarez – urugwajski prezydent, generał i dyktator[45]
  - Pierre Barouh – francuski aktor, piosenkarz i autor tekstów[46]
  - Anthony Cronin – irlandzki poeta[47]
  - Michel Déon – francuski pisarz, dziennikarz[48]
  - Marek Mądzik – polski historyk, profesor nadzwyczajny UMCS[49]
  - Zuzanna Morawska – polska specjalistka nefrologii, prof. dr hab.[50][51]
  - Tadeusz Olechnowicz – polski kapitan żeglugi wielkiej i żeglarz[52]
  - Debbie Reynolds – amerykańska aktorka[53]
  - Jan Szymborski – polski duchowny rzymskokatolicki, prałat, egzorcysta archidiecezji warszawskiej, publicysta[54]
- 27 grudnia
  - Leon T. Błaszczyk – polski filolog klasyczny, muzykolog oraz historyk sztuki i kultury[55]
  - Carrie Fisher – amerykańska aktorka[56]
  - Claude Gensac – francuska aktorka[57]
  - Waldemar Presia – polski aktor[58]
  - Hans Tietmeyer – niemiecki ekonomista, w latach 1993–1999 prezes Niemieckiego Banku Federalnego[59]
  - Ratnasiri Wickremanayake – lankijski polityk, dwukrotnie premier Sri Lanki[60]
- 26 grudnia
  - Aszot Anastasjan – ormiański szachista[61]
  - Jaume Camprodon Rovira – hiszpański duchowny katolicki, biskup[62]
  - Ricky Harris – amerykański aktor[63]
  - Maria Holstein-Beck – polska ekonomistka, prof. dr hab.[64][65]
  - George S. Irving – amerykański aktor[66]
  - Marian Pawlak – polski historyk, prof. dr hab.[67][68]
  - Barbara Tarbuck – amerykańska aktorka[69]
  - Dawid Żywica – polski bokser, kick-bokser, zawodnik mieszanych sztuk walki (MMA)[70]
- 25 grudnia
  - Aldona Gawecka – polska publicystka i nauczycielka akademicka[71][72]
  - Karl Golser – włoski duchowny katolicki, biskup[73]
  - Jerzy Jasiuk – polski muzealnik, dyrektor Muzeum Techniki NOT w latach 1972–2013[74]
  - Kalinik (Aleksandrow) – bułgarski duchowny prawosławny, biskup[75]
  - Maria Łopatkowa – polska działaczka społeczna, pisarka, pedagog, posłanka na Sejm PRL i senator RP III kadencji[76]
  - George Michael – brytyjski piosenkarz, producent i kompozytor[77]
  - Alphonse Mouzon – amerykański perkusista jazzowy[78]
  - Vera Rubin – amerykańska astronom[79]
  - Léon Soulier – francuski duchowny katolicki, biskup[80]
- 24 grudnia
  - Richard Adams – brytyjski pisarz, autor Wodnikowego wzgórza[81]
  - Philip Cannon – brytyjski kompozytor i pedagog[82]
  - Jeffrey Hayden – amerykański reżyser i producent telewizyjny[83]
  - Rick Parfitt – brytyjski gitarzysta, wokalista, członek zespołu Status Quo[84]
  - Gil Parrondo – hiszpański scenograf, dyrektor artystyczny[85]
  - Edwin Reinecke – amerykański polityk, członek Izby Reprezentantów (1965–1969), zastępca gubernatora Kalifornii (1969–1974)[86]
  - Liz Smith – brytyjska aktorka[87]
- 23 grudnia
  - Donata Eska – polska tłumaczka[88]
  - Jean Gagnon – kanadyjski duchowny katolicki, biskup[89]
  - Danuta Kołwzan-Nowicka – polska graficzka, profesor zwyczajny[90][91]
  - Jerzy Mastalerski – polski radiolog, prof. dr hab.[92][93]
  - Poul Pedersen – duński piłkarz[94]
  - Stanisław Pikulski – polski prawnik, profesor nauk prawnych[95]
  - Heinrich Schiff – austriacki wiolonczelista, dyrygent[96]
  - Piers Sellers – amerykański astronauta, inżynier ekolog[97]
  - Vesna Vulović – serbska stewardesa[98]
  - Stasiek Wielanek  – polski piosenkarz, kompozytor, multiinstrumentalista, zbieracz folkloru miejskiego[99]
- 22 grudnia
  - William Abitbol – francuski polityk[100]
  - Sławomir Antoszewski – polski malarz[101]
  - Tadeusz Chabrowski – polski poeta[102]
  - Jewgienij Dżugaszwili – rosyjsko-gruziński działacz komunistyczny i wykładowca akademicki[103][104]
  - Władysław Gąsienica-Roj – polski skoczek narciarski, działacz sportowy[105]
  - Paul Kindle – liechtensteiński polityk, przewodniczący Landtagu (1993–1995, 1996–1997)[106]
  - Heinrich Pfeiffer – niemiecki kierownik naukowy, sekretarz generalny Fundacji Alexandra von Humboldta[107]
  - Philip Saville – brytyjski reżyser, scenarzysta i aktor[108]
  - Kenneth Snelson – amerykański rzeźbiarz[109]
  - Franca Sozzani – włoska dziennikarka[110]
  - Miruts Yifter – etiopski lekkoatleta, długodystansowiec[111]
- 21 grudnia
  - Anna Iżykowska-Mironowicz – polska konsultantka muzyczna, pedagog[112][113]
  - Jan Niedźwiedziński – polski samorządowiec, burmistrz Ślesina (1999–2010)[114]
- 20 grudnia
  - Toby Hemenway – amerykański pisarz[115]
  - Patrick Jenkin – brytyjski polityk, minister[116]
  - Jan Majewski – polski ekonomista, profesor Uniwersytetu Gdańskiego[117][118]
  - Michèle Morgan – francuska aktorka[119]
  - Zbigniew Paliwoda – polski żołnierz, działacz powojennego podziemia antykomunistycznego[120]
  - Jan Antoni Rutte – polski chemik, brydżysta, kawaler orderów[121]
- 19 grudnia
  - Andrew Dorff – amerykański muzyk country, autor tekstów[122]
  - El Hortelano – hiszpański rysownik, ilustrator i malarz[123]
  - Andriej Karłow – rosyjski dyplomata, ambasador w Turcji[124]
  - Dick Latessa – amerykański aktor[125]
  - Zofia Tarasińska – polska ekonomistka, prezes Zakładu Ubezpieczeń Społecznych (1988–1990)[126]
- 18 grudnia
  - Zsa Zsa Gabor – amerykańska aktorka węgierskiego pochodzenia[127]
  - Sata Isobe – japońska siatkarka[128]
  - China Machado – chińska modelka[129]
  - Stanisław Malikowski  – polski oboista, profesor zwyczajny UMFC[130][131]
  - Léo Marjane – francuska piosenkarka[132]
  - Izabela Płaneta-Małecka – polska lekarka, pediatra, minister zdrowia i opieki społecznej w latach 1988–1989[133]
  - Heinz Ulzheimer – niemiecki lekkoatleta, sprinter, średniodystansowiec[134]
- 17 grudnia
  - Tomasz Alexiewicz – polski duchowny rzymskokatolicki, dominikanin, publicysta[135]
  - Edmond Farhat – libański duchowny katolicki, nuncjusz apostolski[136]
  - Benjamin A. Gilman – amerykański polityk Partii Republikańskiej[137]
  - Henry Heimlich – amerykański lekarz, który opisał technikę pomocy przedlekarskiej nazwaną jego nazwiskiem[138]
  - Gordon Hunt – amerykański reżyser i producent filmowy, serialowy i animowany[139]
  - Adam Kowalik – polski prawnik i polityk, minister[140]
  - Ismoil Talbakow – tadżycki polityk[141]
- 16 grudnia
  - Michał Bristiger – polski muzykolog, krytyk muzyczny, popularyzator muzyki, publicysta[142]
  - Imrich Gablech – czechosłowacki pilot[143]
  - Wiesław Kowalczewski – polski ekonomista, profesor zwyczajny Uczelni Warszawskiej im. Marii Skłodowskiej-Curie w Warszawie[144][145]
  - Krzysztof Linke – polski gastrolog[146]
  - Faina Mielnik – rosyjska lekkoatletka, dyskobolka[147]
- 15 grudnia
  - Fran Jeffries – amerykańska piosenkarka, tancerka, aktorka i modelka[148]
  - Władysław Ławrynowicz – litewski malarz i działacz kulturalny polskiego pochodzenia[149]
  - Craig Sager – amerykański komentator i dziennikarz sportowy[150]
  - Dave Shepherd – angielski klarnecista jazzowy[151]
  - Bohdan Smoleń – polski aktor, piosenkarz i artysta kabaretowy, członek kabaretu Tey[152]
- 14 grudnia
  - Paulo Evaristo Arns – brazylijski duchowny katolicki, franciszkanin, metropolita São Paulo, kardynał[153]
  - Stanisław Bontemps – polski działacz podziemia niepodległościowego w czasie II wojny światowej oraz pracownik naukowy[154][155]
  - Bernard Fox – amerykański aktor[156]
  - Garrett Gomez – amerykański dżokej[157]
  - Karel Husa – amerykański kompozytor i dyrygent czeskiego pochodzenia[158]
  - Halfdan Mahler – duński lekarz, dyrektor generalny WHO w latach 1973–1988[159]
  - Päivi Paunu – fińska piosenkarka[160]
  - Wojciech Jan Śmietana – polski śpiewak[161][162]
- 13 grudnia
  - Janusz Chmielewski – polski tancerz i choreograf; kierownik artystyczny Zespołu Pieśni i Tańca „Kielce”[163]
  - Czesław Korenkiewicz – polski działacz powojennego podziemia antykomunistycznego w Polsce, kawaler orderów[164]
  - Waldemar Lech – polski gitarzysta, członek zespołu Mr. Zoob[165]
  - Andrzej Murzynowski – polski prawnik, prof. zw. dr hab.[166]
  - Jadwiga Muszyńska – polska historyk, profesor nauk humanistycznych[167][168]
  - Thomas Schelling – amerykański ekonomista, laureat Nagrody Banku Szwecji im. Alfreda Nobla w dziedzinie ekonomii[169]
  - Alan Thicke – kanadyjski aktor[170]
  - Andrzej Wasilewicz – polski aktor[171]
- 12 grudnia
  - E.R. Braithwaite – gujański powieściopisarz, dyplomata[172]
  - Gerard Clifford – irlandzki duchowny katolicki, biskup[173]
  - Javier Echevarría Rodríguez – hiszpański duchowny katolicki, prałat Opus Dei[174]
  - Jimbo Elrod – amerykański futbolista[175]
  - Jerzy Grundkowski – polski pisarz[176]
  - Shirley Hazzard(inne języki) – amerykańska pisarka[177]
  - Hans-Adolf Jacobsen – niemiecki historyk i politolog[178]
  - Witold Krall – polski regionalista, kawaler orderów[179]
  - Zbigniew Krzyżkiewicz – polski ekonomista, profesor nauk ekonomicznych[180]
  - Jim Lowe – amerykański piosenkarz[181]
  - Maria Ochocka – polska specjalistka hematologii dziecięcej, prof. dr hab.[182][183]
  - James Prior – brytyjski polityk Partii Konserwatywnej, minister w rządach Edwarda Heatha i Margaret Thatcher[184]
  - Jerzy Rachwał – polski działacz harcerski[185]
  - Janusz Siemiątkowski – polski pilot śmigłowca ratowniczego, kawaler orderów[186][187]
  - Edward Soczewiński – polski chemik, prof. dr hab.[188][189]
  - Walter Swinburn – brytyjski dżokej[190]
- 11 grudnia
  - Valerie Gell – brytyjska gitarzystka rhythm and blues, współzałożycielka żeńskiej grupy The Liverbirds[191]
  - Bob Krasnow – amerykański wydawca muzyczny[192]
  - Joe Ligon – amerykański piosenkarz gospel[193]
  - Esma Redżepowa – macedońska piosenkarka, kompozytorka[194]
  - Andrzej Rotkiewicz – polski matematyk, prof. dr hab.[195]
  - Mohamed Tamalt – brytyjsko-algierski dziennikarz[196]
  - Zdzisława Traczyk – polski hematolog, dr hab. medycyny[197][198]
- 10 grudnia
  - Stefania Biegun – polska biegaczka narciarska[199]
  - Peter Brabrook – angielski piłkarz[200]
  - Bill Dineen – kanadyjski hokeista i trener[201]
  - Étienne Fabre – francuski kolarz[202]
  - Ken Hechler – amerykański polityk Partii Demokratycznej[203]
  - László Huzsvár – węgierski duchowny katolicki, biskup[204]
  - Paul Shin’ichi Itonaga – japoński duchowny katolicki, biskup[205]
  - Zbigniew Jurewicz – polski doktor nauk wojskowych, generał brygady WP[206]
  - Marek Kordzik – polski duchowny, biskup i zwierzchnik Kościoła Starokatolickiego w RP w latach 2006–2016[207]
  - Witold Rumel – polski reżyser i scenarzysta filmów dokumentalnych[208][209]
  - Janina Rybicka – polska specjalistka chorób wewnętrznych, profesor SUM[210][211]
  - Robert Stiller – polski tłumacz, pisarz i językoznawca[212][213]
- 9 grudnia
  - Wojciech Barański – polski działacz podziemia niepodległościowego w czasie II wojny światowej oraz powojenny działacz kombatancki[214]
  - Alejandro Gonzalez – meksykański bokser[215]
  - Krzysztof Linke – polski specjalista chorób wewnętrznych, prof. dr hab.[216][217]
  - Franco Rosso – brytyjski producent i reżyser filmowy włoskiego pochodzenia[218]
- 8 grudnia
  - Lidia Chojnowska – polski kardiolog, doktor habilitowany nauk medycznych[219][220]
  - Valdon Dowiyogo – nauruański działacz sportowy i polityk[221]
  - John Glenn – amerykański lotnik, astronauta, polityk[222]
  - Gareth Griffiths – walijski rugbysta[223]
  - Wojciech Maurycy Komorowski – polski samorządowiec, burmistrz Ochoty (2002–2014), sekretarz Warszawy[224]
  - Peter van Straaten – holenderski rysownik komiksowy, karykaturzysta polityczny[225]
  - Lélis Lara – brazylijski duchowny katolicki, biskup[226]
  - Jacek Preibisz – polski kardiolog, doktor habilitowany nauk medycznych[227][228]
- 7 grudnia
  - Tadeusz Cegielski – polski dziennikarz sportowy[229]
  - Paul Elvstrøm – duński żeglarz[230]
  - Phillip Knightley – brytyjski dziennikarz śledczy[231]
  - Greg Lake – brytyjski basista, gitarzysta, wokalista rockowy, członek zespołów: King Crimson i Emerson, Lake and Palmer[232]
  - Joseph Mascolo – amerykański aktor[233]
  - Gabriel Jan Mincewicz – litewski polityk i muzykolog, działacz polskiej mniejszości narodowej na Litwie, poseł na Sejm w latach 1992–2004[234]
- 6 grudnia
  - Adolf Burger – słowacko-żydowski drukarz, więzień niemieckich obozów koncentracyjnych, autor wspomnień[235]
  - Eugeniusz Kameduła – polski pedagog, profesor Uniwersytetu im. Adama Mickiewicza w Poznaniu[236][237]
  - Jacky Morael – belgijski polityk i dziennikarz, sekretarz stanu, sekretarz Ecolo (1986–1991, 1994–1999)[238]
  - Peter Vaughan – brytyjski aktor[239]
- 5 grudnia
  - Jerzy Boniński – polski malarz, wykładowca akademicki[240][241]
  - Mogens Camre – duński polityk, urzędnik państwowy, eurodeputowany[242]
  - Jayaram Jayalalitha – indyjska aktorka i polityk, także tancerka, wokalistka, producentka filmowa, pisarka i publicystka[243]
  - Stanisław Latoś – polski specjalista geodezji i kartografii, prof. dr hab. inż.[244][245]
  - Ernest Płonka – polski matematyk, profesor Politechniki Śląskiej[246][247]
  - Adam Sagan – amerykański perkusista[248]
  - Rashaan Salaam – amerykański futbolista[249]
- 4 grudnia
  - Ed Brown – amerykański bokser[250]
  - Tadeusz Chmielewski – polski reżyser, scenarzysta, producent filmowy[251]
  - Marcel Gottlieb – francuski rysownik, twórca komiksów[252]
  - Feliks Rawski – polski specjalista budowy i eksploatacji maszyn, profesor Politechniki Warszawskiej[253][254]
  - Piotr Szymanowski – polski romanista, teatrolog, tłumacz, dyplomata, ambasador RP w Maroku[255]
  - Margaret Whitton – amerykańska aktorka[256]
- 3 grudnia
  - Andrzej Bulsiewicz – polski profesor nauk prawnych, specjalista w zakresie postępowania karnego[257]
  - Billy Chapin – amerykański aktor dziecięcy[258]
  - Herbert Hardesty – amerykański saksofonista i trębacz jazzowy[259]
  - Zuzanna Helska – polska aktorka[260]
  - Bengt Lindqvist – szwedzki działacz na rzecz niepełnosprawnych, polityk, minister (1985–1991)[261]
  - Jerzy Romanik – polski górnik i związkowiec, członek Biura Politycznego KC PZPR (1981–1986[262])
  - Tadeusz Wieczorek – polski aktor teatralny[263]
- 2 grudnia
  - Coral Atkins – brytyjska aktorka[264]
  - Gottfried Haschke – niemiecki polityk i rolnik, deputowany, p.o. ministra żywności, rolnictwa i leśnictwa NRD (1990), wiceminister w rządzie RFN (1991–1993)[265]
  - Sammy Lee – amerykański skoczek do wody, trzykrotny medalista olimpijski[266]
  - Gisela May – niemiecka aktorka, piosenkarka[267]
- 1 grudnia
  - Don Calfa – amerykański aktor[268]
  - Micky Fitz – brytyjski piosenkarz zespołu The Business[269]
  - Jan Horodnicki – polski lekarz psychiatra, profesor Pomorskiego Uniwersytetu Medycznego w Szczecinie[270]
  - Joe McKnight – amerykański futbolista[271]
  - Ousmane Sow – senegalski rzeźbiarz[272]
  - Beata Welfle – polska zawodniczka karate, mistrzyni Polski w karate (w konkurencji Fukugo)[273]
  - Zekarias Yohannes – erytrejski duchowny katolicki, biskup[274]